# العلاقات الأرمينية الكوبية
العلاقات الأرمينية الكوبية هي العلاقات الثنائية التي تجمع بين أرمينيا وكوبا.

## مقارنة بين البلدين
هذه مقارنة عامة ومرجعية للدولتين:
| وجه المقارنة                                              | أرمينيا                    | كوبا                              |
| --------------------------------------------------------- | -------------------------- | --------------------------------- |
| المساحة (كم2)                                             | 29.74 ألف                  | 109.88 ألف                        |
| عدد السكان (نسمة)                                         | 2.93 مليون                 | 11.48 مليون                       |
| الكثافة السكانية (ن./كم²)                                 | 98.52                      | 104.48                            |
| العاصمة                                                   | يريفان                     | هافانا                            |
| اللغة الرسمية                                             | لغة أرمنية                 | اللغة الإسبانية                   |
| العملة                                                    | درام أرميني                | بيزو كوبي، بيزو كوبي قابل للتحويل |
| الناتج المحلي الإجمالي (بليون دولار)                      | 11.54 مليار                | 87.13 مليار                       |
| الناتج المحلي الإجمالي (تعادل القوة الشرائية) بليون دولار | 25.41 مليار                |                                   |
| الناتج المحلي الإجمالي الاسمي للفرد دولار أمريكي          | 3.49 ألف                   |                                   |
| الناتج المحلي الإجمالي للفرد دولار أمريكي                 | 8.07 ألف                   |                                   |
| مؤشر التنمية البشرية                                      | 0.743                      | 0.769                             |
| رمز المكالمات الدولي                                      | +374                       | +53                               |
| رمز الإنترنت                                              | .am، .հայ ‏                 | .cu                               |
| المنطقة الزمنية                                           | ت ع م+04:00، توقيت أرمينيا | 00                                |

## منظمات دولية مشتركة
يشترك البلدان في عضوية مجموعة من المنظمات الدولية، منها:
| علم المنظمة | اسم المنظمة                   | تاريخ انضمام أرمينيا | تاريخ انضمام كوبا |
| ----------- | ----------------------------- | -------------------- | ----------------- |
|             | يونسكو                        | 9 يونيو 1992         | 29 أغسطس 1947     |
|             | الاتحاد البريدي العالمي       | ?                    | ?                 |
|             | منظمة الشرطة الجنائية الدولية | ?                    | ?                 |
|             | الأمم المتحدة                 | 2 مارس 1992          | 24 أكتوبر 1945    |
|             | الاتحاد الدولي للاتصالات      | 30 يونيو 1992        | 16 يناير 1918     |
|             | منظمة حظر الأسلحة الكيميائية  | ?                    | ?                 |
|             | منظمة التجارة العالمية        | 5 فبراير 2003        | ?                 |

## وصلات خارجية
- موقع وزارة الخارجية الأرمينية
- موقع وزارة الخارجية الكوبية